# Thelymitra macmillanii
Thelymitra macmillanii är en orkidéart som beskrevs av Ferdinand von Mueller. Thelymitra macmillanii ingår i släktet Thelymitra och familjen orkidéer. Inga underarter finns listade i Catalogue of Life.